# Бабицкас, Пятрас
Пя́трас Баби́цкас (лит. Petras Babickas; 29 апреля 1903, дер. Лаукманишкяй-Вирбалишкяй (Лаукминишкяй), ныне Купишкский район Литвы — 27 августа 1991, Рио-де-Жанейро) — литовский фотограф, поэт, прозаик, публицист; брат литовского военного деятеля Казиса Бабицкаса и актрисы Уне Бабицкайте-Грайчюнене.

## Биография
Во время Первой мировой войны с родителями был в эвакуации в Петрограде, где начал учиться в гимназии. Окончил гимназию в Паневежисе (1923). В 1923—1930 годах учился в каунасском Литовском университете. Работал учителем в Юрбаркасе (1925—1926). В 1926—1931 годах был первым диктором Литовского радио в Каунасе, начавшего вещание 12 июня 1926 года, и ведущим радиопередач. Некоторое время был директором каунасского Радиофона, как называлась литовская радиостанция.

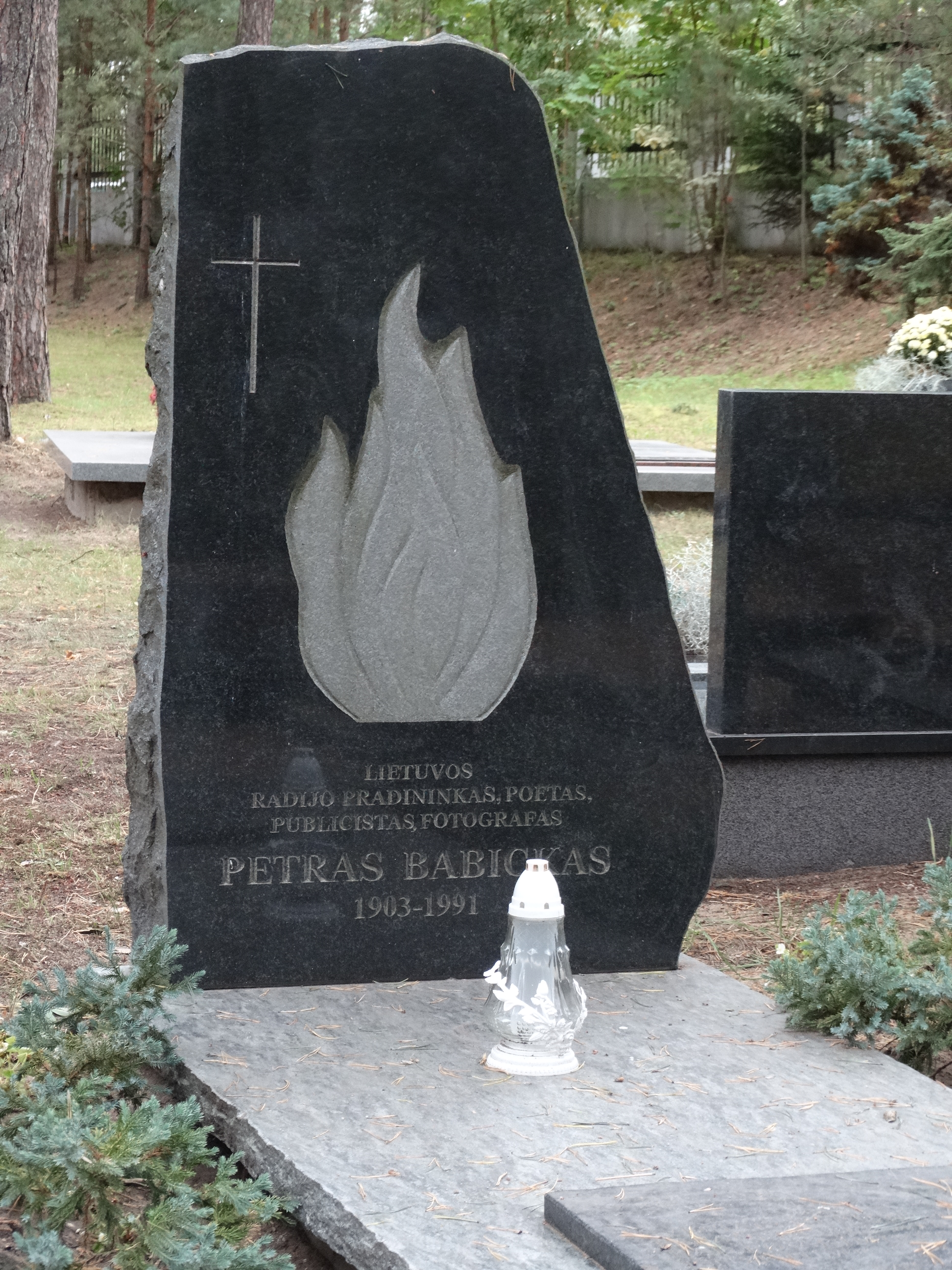
Надгробный памятник

Выступал также в роли фотографа и фотохудожника. Был одним из первых авторов фоторепортажей в литовской печати. Фотографии с короткими корреспонденциями публиковал в газетах и журналах, выпускал фотоальбомы. Считается одним из родоначальников литовской художественной фотографии. В декабре 1932 года организовал первую в Литве персональную выставку художественной фотографии (свыше 300 снимков). 15 января 1933 года вместе с единомышленниками учредил Союз фотолюбителей Литвы и участвовал в его деятельности. Основал и редактировал журнал «Фотолюбитель» („Foto mėgėjas“; вышло два номера в 1933 и 1934 годах), принял участие в организации журнала «Галерея» („Galerija“), посвящённого фотографии. Фотографии Бабицкаса экспонировались на Всемирной выставке в Париже в 1937 году, где он был удостоен золотой медали. Создал фильмы о Мартинасе Янкусе, Йонасе Шлюпасе, Адомасе Якштасе, Габриеле Петкевичайте-Бите, генерале Йонасе Юргисе Булоте.
С 1933 года директор Государственного театра в Каунасе. Редактировал журнал «Мусу Вильнюс» („Mūsų Vilnius“, русск. «Наш Вильнюс»). По его инициативе во время немецкой оккупации в Каунасе в здании Военного музея Витаутаса Великого был организован Музей красного террора. С приближением Советской армии в 1944 году выехал из Литвы в Германию. С 1946 года жил в Риме, затем переехал в Канаду. В 1949 году перебрался в Бразилию и обосновался в Рио-де-Жанейро. В 1950—1965 годах работал в посольстве независимой Литовской Республики в Бразилии секретарём, заведующим отделом культуры, атташе по печати. С 1958 года на радио Рио-де-Жанейро вёл еженедельные часовые передачи на португальском языке «Голос Литвы». Когда в 1965 году посольство было закрыто, оставшийся без средств к существованию Пятрас Бабицкас переехал к брату в США.
Был похоронен на католическом кладбище в Рио-де-Жанейро. В 2006 году перезахоронен на Пятрашюнское кладбище в Каунасе.

## Творчество
С 1921 года сотрудничал в литовской печати. Участвовал в газете «Литературос науенос» („Literatūros naujienos“, русск. «Литературные новости»), еженедельном журнале «Науйойи Ромува» („Naujoji Romuva“, русск. «Новая Ромува»), журнале «Вайрас» („Vairas“, русск. «Руль») и других изданиях.
Первый сборник стихов „Geltona ir juoda“ («Жёлтое и чёрное», 1930). Писал рассказы (сборник „Vakar“, то есть «Вчера», 1931), путевые очерки, книжки для детей. Несколько сборников стихотворений издал в эмиграции.
Сотрудничал в литовском эмигрантском журнале „Aidai“ («Эхо»), для выходившей в Бостоне «Литовской энциклопедии» писал статьи о португальской и бразильской литературах.
Несколько стихотворений Пятраса Бабицкаса перевёл на русский язык К. Д. Бальмонт, поддерживавший дружеские отношения с его сестрой актрисой Уне Бабицкайте-Грайчюнене.

## Издания
- Geltona ir juoda. Kaunas: Miniatiūra, 1930. 68 p.
- Vakar. Apsakymai. Kaunas, 1931. 133 p.
- Gintaro krantas. Kaunas, 1932. 48 p.
- Marių pasakos. Kaunas, 1933. 80 р.
- Žmogaus remontas. 2-ji temų knyga: Eilėraščiai. Leidėjas Uné Baye Graičiūnienė. Paris — Kaunas: V. Atkočiūno sp., 1934. 143 р.
- Elada (Kelionės įspūdžiai). Kaunas: Spaudos fondas. 276 p.
- Gyvenimas — laimė. Straipsniai. Kaunas, 1940. 200 р.
- Viešnagė pas Karalių. 1944 (роман).
- Toli nuo tėvynės. 1945.
- Svetimoj padangėj. 1947.
- Dramblio kojos. 1957.

- Lituania. 1947 (информационное издание на испанском языке).
- Lituania ilustrada. 1951 (информационное издание на португальском языке)

### Для детей
- Nuostabi Jonuko kelionė. Kaip Jonukas Kalvaitis, ilgai klajojęs po pasaulį, po įvairių nuotykių surado savo tėvelį. Kaunas, 1930. 80 р.
- Tra-ta-ta-ta-ta! Eilėraščiai vaikams. Kaunas: Spaudos fondas, 1930. 72 р.
- Murziukas. Iliustruota apysaka vaikams. Kaunas: Miniatiūra, 1933. 66 p.